# Bosc de la Granja de Mascarell
El Bosc de la Granja de Mascarell és un bosc del terme municipal de Conca de Dalt, dins del territori de l'antic terme de Toralla i Serradell, al Pallars Jussà, en terres del poble d'Erinyà.
Està situat al sud-est d'Erinyà, al vessant nord-oriental de lo Tossalet i del Casot. És a llevant del Cap de Terme i de la Gargalla, a ponent de la carretera N-260, al sud-est del Clot de Matavaques.